# Marco Emílio Lépido Menor
Marco Emílio Lépido Menor (em latim:Marcus Aemilius Lepidus Minor) foi o filho de Lépido, e foi executado por planejar o assassinato de Otaviano.
Ele era filho de Marco Emílio Lépido e Júnia Segunda. Seu pai participou do Segundo Triunvirato. Sua mãe foi a segunda filha de Décimo Júnio Silano e Servília Cepião.[carece de fontes?]
Ele foi executado por planejar o assassinato de Otaviano.